# Ключики (Липецкий район)
Клю́чики — деревня Косырёвского сельсовета Липецкого района Липецкой области.
Деревня была населена в 1923 году.
Название связано с тем, что рядом расположены ключи (родники). На юге от Ключиков берёт свой исток река Репец.
Деревня находится в непосредственной близости от Елецкого шоссе (Липецк — Елец). На юге есть деревенское кладбище.

## Население
| 2010 | 2012 |
| ---- | ---- |
| 28   | ↗30  |